# Xyris bampsii
Xyris bampsii är en gräsväxtart som beskrevs av Stanisław Lisowski. Xyris bampsii ingår i släktet Xyris och familjen Xyridaceae. IUCN kategoriserar arten globalt som otillräckligt studerad. Inga underarter finns listade i Catalogue of Life.